# 矢橋大理石
矢橋大理石株式会社（やばしだいりせき）は、岐阜県大垣市に本社を置く建築石材会社である。

## 概要
建材・エクステリア、商社（建材）、建設、輸送用機器、半導体・電子・電気機器の事業を行う会社である。
部門別に見た場合、以下の通りである。
建築石材部
- 大理石、花崗岩その他建築用石材の加工、販売及び施工。
- 各種石材タイル、大理石モザイク、石材工芸品の製造販売。
- 石材使用建築物、建造物（造園、舗道、記念碑など）の設計・施工。
- 煉瓦、コンクリートブロック等により工作物を築造し、又は工作物にれんが、コンクリートブロック、タイル等を取り付け、又は貼り付ける工事。
- 木材、石膏ボード、吸音板、壁石、石畳、ビニール床タイル、カーペット、ふすま等を用いて建築物の内装仕上げを行う工事。
- 瓦屋根ふき、スレート屋根ふき、金属薄板屋根ふき等の工事。

鉄工生産部
- 鉄道車輌部品、バルブ部品の製造販売。

電子生産部
- 電子プリント基板の加工。

## 沿革
- 1901年（明治34年）- 岐阜県不破郡赤坂町（現・大垣市）にて、同地金生山に産する大理石を中心に一般石材の加工販売工事請負の目的で矢橋大理石商店を創業（名義人・矢橋亮吉）。
- 1913年（大正2年）- 合資会社に改組（資本金3万円、代表社員・矢橋亮吉）。
- 1916年（大正5年）- 代表社員に矢橋太郎就任。東京、大阪出張所設置。
- 1925年（大正14年）- イタリア産原石の直輸入開始。テラゾー製造開始。
- 1928年（昭和3年）- 代表社員に矢橋次雄が就任。
- 1930年（昭和5年）- 資本金を100万円とする。現主力工場の基盤できる。
- 1938年（昭和13年）
  - 名古屋出張所を設置。
  - 6月 - 工場機械修繕部を拡張して工作機械の製作を開始（鉄工業）。
  - 11月 - 合資会社矢橋大理石商店鉄工部と称し、鉄道省の認可を受け、機関車客車・貨車等の鉄道車輌部品の機械加工並びに鍛造加工の業務を開始。
- 1939年（昭和14年）- 鋳造部を創設し、工業鋳物の製作に着手。
- 1941年（昭和16年）11月 - 鉄道車輛鋳物（軸箱・制輪子他）の製作に着手。
- 1942年（昭和17年）-  軍需工場として配電盤、花崗岩定盤を製作。
- 1943年（昭和18年）- 商工省より高級鋳物指定工場に指定される。
- 1946年（昭和21年）- 天皇（昭和天皇）が行幸する。代表社員である矢橋次雄が、亮吉を襲名。
- 1948年（昭和23年）- 会社を事業部門に基づき分割。
  - 石材の加工販売工事部門を分離し、株式会社矢橋大理石商店を設立。資本金200万円。
  - 鉄工関連部門として、株式会社矢橋製作所を設立。
- 1949年（昭和24年）
  - 建設業者登録を受ける。
  - 鉄道車輛用室内金具、バルブ、コックの量産体制を確立。
- 1954年（昭和29年）- 大理石モザイクの製造開始。
- 1956年（昭和31年）- 輸出車輛用真空ブレーキシリンダーの製作を開始。このころJNRで油流継電器、砂巻器が矢橋図番で採用される。
- 1959年（昭和34年）- 山武ハネウェル（現・アズビル）との取引開始。
- 1965年（昭和40年）- 皇太子（現上皇）が行啓する。
- 1967年（昭和42年）
  - カーテンウォール「MAPCON」の製造を開始。
  - 鍛造工場を新築移転。
- 1969年（昭和44年）- 資本金3,060万円。機械新増設、工場拡張により現第一工場及び社員食堂、集会室完成。
- 1970年（昭和45年）-「プルマーブ」（FRP補強薄石版）の製造開始。
- 1975年（昭和50年）- 鉄道車輛用軸箱加工工場を整備。
- 1980年（昭和55年）- 鋳物工場新設。
- 1981年（昭和56年）-「YMストーンパネル」の製造開始。
  - この間、機械新増設、工場拡張により、現・第二、第三工場完成

- 1986年（昭和61年）- 矢橋大理石株式会社と改称。
- 1988年（昭和63年）- 代表取締役社長に矢橋修太郎就任。
- 1989年（平成元年）- 株式会社INAXと業務提携。同社との合弁で株式会社アーストン設立。
- 1991年（平成3年）- 矢橋大理石と矢橋製作所が合併（存続会社は矢橋大理石）。旧・矢橋製作所は当社鉄工生産部となる。資本金7,830万円。
- 1992年（平成4年）- 機械・組立工場を新設。
- 1998年（平成10年）- 電子穴明工場の稼働開始。
- 2006年（平成18年）- 電子工場増築。
- 2009年（平成21年）- 鉄道車輛用軸箱加工機械を増設。三次元測定機導入。
- 2016年（平成28年）- 電子生産部がISO 9001認証を取得。
- 2019年（令和元年）- 電子生産部がIATF16949認証を取得。

## 施工実績
国会議事堂、日本銀行、三井本館などの歴史的建造物から、オフィスビル・現代建築まで、多くの施工実績がある。日本国内、イタリア、中国などから、大理石や花崗岩を取り寄せ、加工・設計・施工管理を行う。
矢橋大理石の施工例
- 国会議事堂
- 日本銀行
- 三井本館

## 主要取引先
- 大林組
- 鹿島建設
- 清水建設
- 大成建設
- 竹中工務店ほか

## グループ会社
- ヤバシテクノ株式会社 - 岐阜県大垣市赤坂町273番地
- ヤバシ石材工事株式会社 - 岐阜県大垣市赤坂町273番地
- 有限会社名古屋矢橋工務店 - 岐阜県大垣市赤坂町273番地

## 決算
- 決算年月日 2010年3月31日
  - 売上高：5,709,308
  - 経常利益：317,324
  - 営業活動によるキャッシュフロー：966,751
  - 利益剰余金：2,789,127（単位：千円）

- 決算年月日　2011年3月31日 
  - 売上高：5,607,364
  - 経常利益：153,008
  - 営業活動によるキャッシュフロー：-348,700
  - 利益剰余金：2,927,384	（単位：千円）

- 決算年月日　2012年3月31日 
  - 売上高：5,276,952
  - 経常利益：125,082
  - 営業活動によるキャッシュフロー：276,387
  - 利益剰余金：3,002,677（単位：千円）